# Bataille de Tétouan
 (mars 2023).
Si vous disposez d'ouvrages ou d'articles de référence ou si vous connaissez des sites web de qualité traitant du thème abordé ici, merci de compléter l'article en donnant les références utiles à sa vérifiabilité et en les liant à la section « Notes et références ».
Pour les articles homonymes, voir Bataille de Tétouan (homonymie).
Guerre hispano-marocaine (1859-1860)
Batailles
La bataille de Tétouan est une bataille de la guerre hispano-marocaine en 1860. Elle a opposé les forces du sultan marocain Mohammed ben Abderrahmane (Mohammed IV) aux forces expéditionnaires espagnoles commandées par Leopoldo O'Donnell à Tétouan, et se solde par une victoire espagnole.

## Conséquences
Après une semaine de combats, la victoire est remportée par les troupes espagnoles qui ont ainsi réussi à mettre fin aux attaques sur les villes espagnoles de Ceuta et Melilla, ainsi qu'à prendre la ville de Tétouan pour le compte de la reine Isabelle II d'Espagne.
De retour en Espagne, O'Donnell fait camper l'armée victorieuse dans la banlieue nord de Madrid dans l'attente d'une entrée triomphale dans la capitale, qui finalement n'a pas lieu. Autour du campement provisoire, des marchands s'installent et créent le quartier connu aujourd'hui sous le nom de Tetuán. Le nom de la bataille est aussi donné à une rue (es)) à proximité de la Puerta del Sol. 
La victoire espagnole sur les forces marocaines est représentée sur le fronton de l'église de San Joaquin (en), aux Philippines, construite en 1859 et achevée en 1869 par le moine espagnol Tomas Santaren, de l'Ordre des Augustins. Elle a été déclarée sanctuaire national en 1974. 
La Bataille de Tétouan est un tableau du peintre espagnol Marià Fortuny destiné à décorer la salle des séances du Conseil provincial de Barcelone. Il est conservé au Musée national d'Art de Catalogne à Barcelone. Fortuny, né à Reus comme le général Prim, découvrit à cette occasion l'orientalisme et consacra d'autres œuvres à la Médina de Tétouan.